# Mistrzostwa Afryki w Zapasach 2002
Mistrzostwa Afryki w zapasach w 2002 roku rozegrano w dniu 17 maja w Kairze w Egipcie.

## Tabela medalowa
Gospodarz zawodów został zaznaczony kolorem.
| Miejsce | Kraj              | Złoto | Srebro | Brąz | Razem |
| 1       | Egipt             | 14    | 5      | 1    | 20    |
| 2       | Tunezja           | 7     | 6      | 2    | 15    |
| 3       | Południowa Afryka | 0     | 4      | 2    | 6     |
| 4       | Maroko            | 0     | 3      | 4    | 7     |
| 5       | Algieria          | 0     | 2      | 4    | 6     |
| 6       | Senegal           | 0     | 0      | 5    | 5     |
| 7       | Mauritius         | 0     | 0      | 1    | 1     |
|         | razem:            | 21    | 20     | 19   | 60    |

## Wyniki mężczyźni

### styl wolny
| Waga   | Złoto:                 | Srebro:              | Brąz:                 |
| 55 kg  | Hattem Romdhani        | Omar Hamada          | Muhammad Mahmud Abbas |
| 60 kg  | Ali Abu Talib Muhammad | Jacques Schoeman     | Mohamed Benhamadi     |
| 66 kg  | Hasan Madani           | Jabeur Dridi         | Ali Belkchairi        |
| 74 kg  | Wisal Abd al-Wahid     | Bennie Labuschagne   | Hichem Mihovbi        |
| 84 kg  | Mohamed Bouzaiane      | Muhammad Ali Ibrahim | Jean Bernard Diatta   |
| 96 kg  | Salih Imara            | Philip Lemmer        | Hameu Boaullebeu      |
| 120 kg | Muhammad Isma’il       | Steven van Eeden     | Mohamed Jerli         |

### styl klasyczny
| Waga   | Złoto:                      | Srebro:          | Brąz:              |
| 55 kg  | Muhammad Mustafa Abu al-Ila | ----             | ----               |
| 60 kg  | Aszraf al-Gharabili         | Muhammad Barkawi | Mohamed Bouazzaoui |
| 66 kg  | Madżdi Mahmud Jusuf         | Gichem Mohoubi   | Mohamed Mahraoui   |
| 74 kg  | Abduh as-Sajjid al-Barbari  | Anwar Kandafil   | Ahmed Fortas       |
| 84 kg  | Muhammad Abd al-Fattah      | Umar Basz Hanba  | Pieter Gouws       |
| 96 kg  | Karam Dżabir                | Mustapha Bouari  | Steven van Eeden   |
| 120 kg | Jasir Sakr                  | Walid Bou Guanmi | Xavieo Indria      |

## Wyniki kobiety

### styl wolny
| Waga  | Złoto:                      | Srebro:                   | Brąz:            |
| 48 kg | Fadila al-Lawati            | Rasza Muhammad an-Niklawi | Kawtar Othmani   |
| 51 kg | Nur al-Huda al-Badżawi      | Rabi’a Sa’id Dżad         | Évelyne Diatta   |
| 55 kg | Salma Ferchichi             | Sumajja Abd al-Latif      | Isabelle Sambou  |
| 59 kg | Doaa Ahmed Maher            | Faiza Bejaoui             | Jacqueline Biaye |
| 63 kg | Rim Garram                  | Latifa Rassam             | Meriem Djebaili  |
| 67 kg | Jusrijja Madżdi Abd al-Muti | Kaouthmen Ghanmi          | ----             |
| 72 kg | Saida Riabi                 | Sara Ahmed Maher          | Euphrasie Sambou |